# Cratere Chapelle
Chapelle  è un cratere sulla superficie di Venere. Il cratere è intitolato a Georgette Chapelle, fotoreporter e corrispondente di guerra statunitense.